# Murgești
Murgești là một xã thuộc hạt Buzău, România. Dân số thời điểm năm 2002 là 1156 người.